# Champagnac-de-Belair
Champagnac-de-Belair, okzitanisch Champanhac, ist eine französische Gemeinde im Norden des Départements Dordogne in der Region Nouvelle-Aquitaine. Sie gehört zum Kanton Brantôme en Périgord im Arrondissement Nontron. Zuständiger Gemeindeverband ist die Communauté de communes Dronne et Belle. Die Einwohner werden als Champagnacois bzw. als Champagnacoises bezeichnet. Champagnac-de-Belair ist Grenzgemeinde zum Regionalen Naturpark Périgord-Limousin.

## Etymologie
Champagnac dürfte sich von dem gallorömischen Eigennamen Campanius und der Endsilbe -acum (Gut, Besitz, Domäne des...) ableiten.

## Geographie

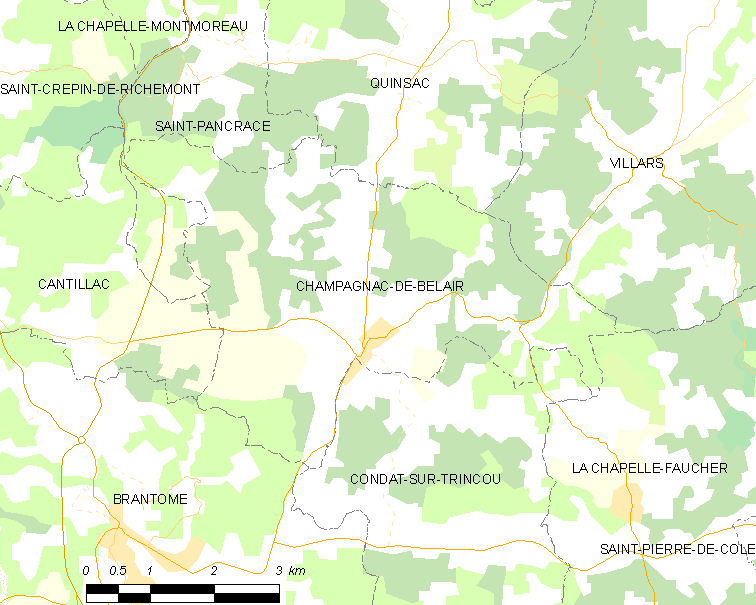
Lagekarte von Champagnac-de-Belair

Champagnac-de-Belair liegt fünf Kilometer nordnordöstlich von Brantôme en Périgord und 15 Kilometer südsüdöstlich von Nontron (Luftlinie). Die Gemeinde wird von folgenden Nachbargemeinden umgeben:
| Saint-Pancrace                                                  | Quinsac                                     | Villars             |
| Cantillac (Commune déléguée innerhalb von Brantôme en Périgord) | Kompassrose, die auf Nachbargemeinden zeigt |                     |
| Brantôme en Périgord                                            | Condat-sur-Trincou                          | La Chapelle-Faucher |

Die recht große Gemeinde setzt sich aus folgenden Geländepunkten, Weilern, Gehöften und einem Schloss zusammen:
Aux Quatre Routes, Barbarias, Bois de Coulonges, Chancelade, Château de la Borie, Chavalarias, Chavirat, Cheynou, Chez Duret, Combe de Fougère, Combe de Lalé, Coulonges, Fialarge, Gandeix, Genebrière, La Besse, La Borie, La Bourboule, La Chataignade, La Durantie, La Faye, La Mole, La Roussarie, Lardailler, Le Bournat, Le Fouzaud, Le Grand Lac, Le Grand Vigneau, Le Mougnaud, Le Petit Mars, Le Puy, Le Sorbier, Le Trincou, Le Valadier, Les Canquilloux, Les Grands Bois, Les Places, Libourny, Maison Froide, Martinières, Maucité, Puy de Grange, Puy-Hardy, Puylatour,  Racaud, Saint-Marc, Talet, Terre Rouge, Verneuil, Veyrat und Vilotte.
Der topographisch tiefste Punkt mit 105 Meter über dem Meeresspiegel liegt südlich von Verneuil an der Südgrenze; hier verlässt die Dronne das Gemeindegebiet. Die höchste Stelle mit 222 Meter befindet sich an der Nordwestecke in unmittelbarer Nähe der D 675 bei La Tuilère (Gemeinde Cantillac). Die absolute Höhendifferenz beträgt 117 Meter, die durchschnittliche Meerhöhe 164 Meter. Das Rathaus befindet sich auf 140 Meter.

### Verkehrsanbindung
Der Ortskern von Champagnac-de-Belair liegt an der durch das Dronnetal verlaufenden D 83 von Brantôme nach Saint-Pardoux-la-Rivière. Von Osten aus Villars kommend quert die D 82 in Richtung Cantillac. Sie bindet vor Cantillac an die D 675 von Brantôme nach Nontron an. Eine Kommunalstraße verlässt im Südosten den Ortskern in Richtung Condat-sur-Trincou. Eine weitere Kommunalstraße folgt der rechten Talseite der Dronne stromaufwärts, biegt dann nach Nordwesten ab und erreicht über Chancelade Saint-Pancrace und erneut die D 675.
Zwischen 1891 und 1949 verkehrte eine Straßenbahn zwischen Brantôme und Saint-Pardoux. Champagnac-de-Belair war auf dieser Strecke Haltestelle und hatte damals einen eigenen kleinen Bahnhof.

### Fernwanderweg
Durch den Ostteil der Gemeinde Champagnac-de-Belair verläuft der aus Brantôme kommende Fernwanderweg GR 654 (vormals GR 436). Über das Kloster Boschaud erreicht er anschließend Villars.

### Bodenbedeckung

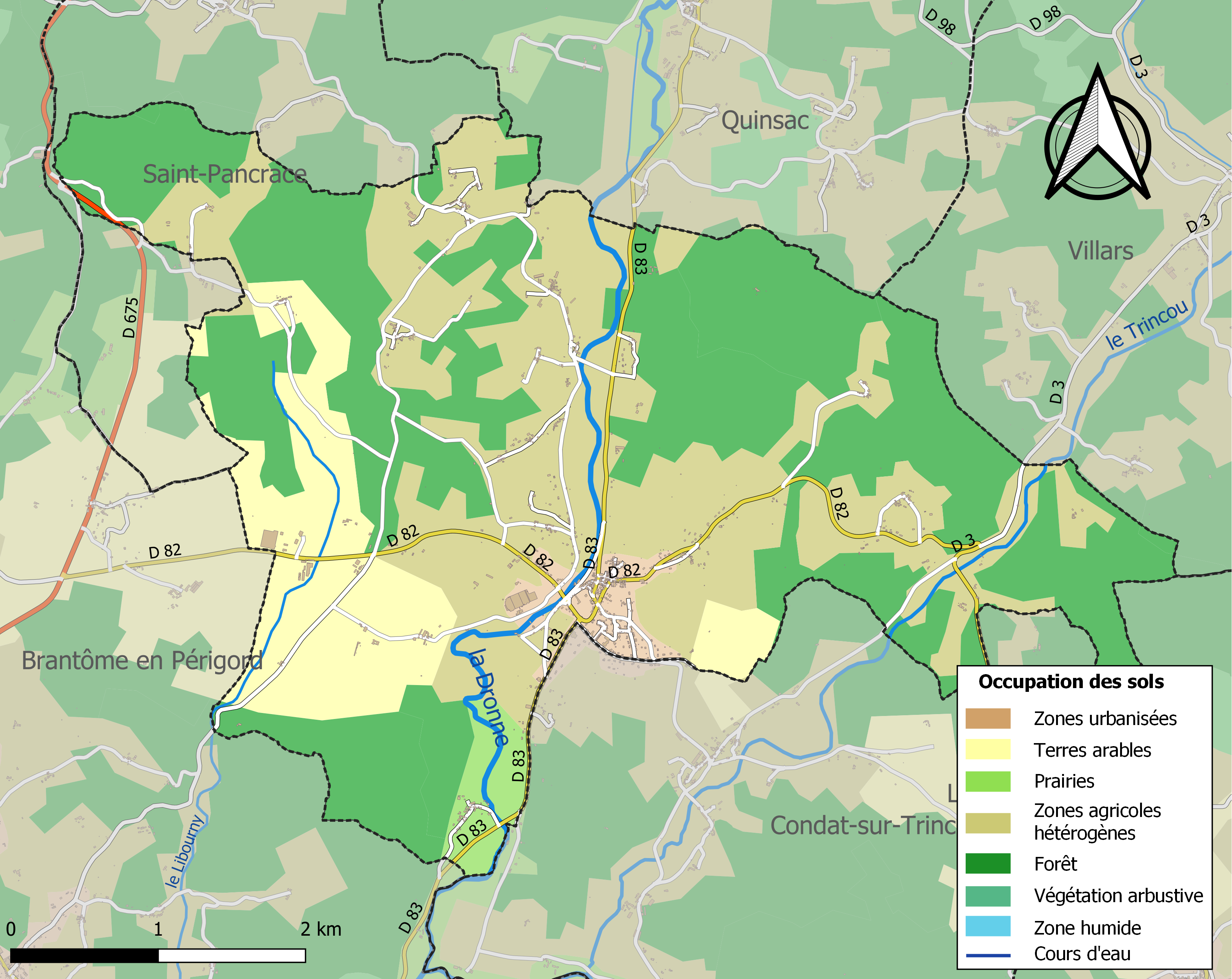
Bodenbedeckung in der Gemeinde Champagnac-de-Belair

Die Bodenbedeckung der Gemeinde Champagnac-de-Belair schlüsselt sich im Jahr 2018 gemäß der europäischen Datenbank CORINE Land Cover (CLC) wie folgt auf:
- Wälder – 46,2 %
- heterogene landwirtschaftliche Nutzung – 35,7 %
- Ackerland – 13,1 %
- Wiesen – 2,4 %
- Bebauung – 2,7 %.

Die landwirtschaftliche Nutzung steht im Vordergrund. Der Anteil der landwirtschaftlichen Nutzflächen (inklusive Ackerland und Wiesen) ist seit 1990 mit 50,3 % auf 51,2 % im Jahr 2018 leicht angestiegen.

## Klima
Champagnac-de-Belair besitzt ein abgeschwächtes ozeanisches Klima  mit gemäßigtem Sommer (Cfb nach Köppen und Geiger), das sich durch folgende Parameter auszeichnet:
| Klimaparameter im Zeitraum 1971–2000 - Jahresmittel: 12,1 °C - Anzahl der Tage unter −5 °C: 2,7 - Anzahl der Tage oberhalb 30 °C: 7,4 - Maximum im Tages-Temperaturunterschied: 15,0 °C - Jahresniederschlag: 936 mm - Niederschlagstage im Januar: 12,9 - Niederschlagstage im Juli: 7,1 |

Durch den Klimawandel zeichnen sich Erhöhungen im Jahresmittel ab, die sich bereits auch bemerkbar machen. So ist beispielsweise an der 63 Kilometer entfernten Wetterstation in Bergerac das langjährige Jahresmittel von 13,2 °C für 1971–2000 über 13,1 °C für 1981–2010 auf 13,3 °C für 1991–2020 angestiegen – ein Zuwachs um 0,1 °C innerhalb von 20 Jahren.

## Hydrographie

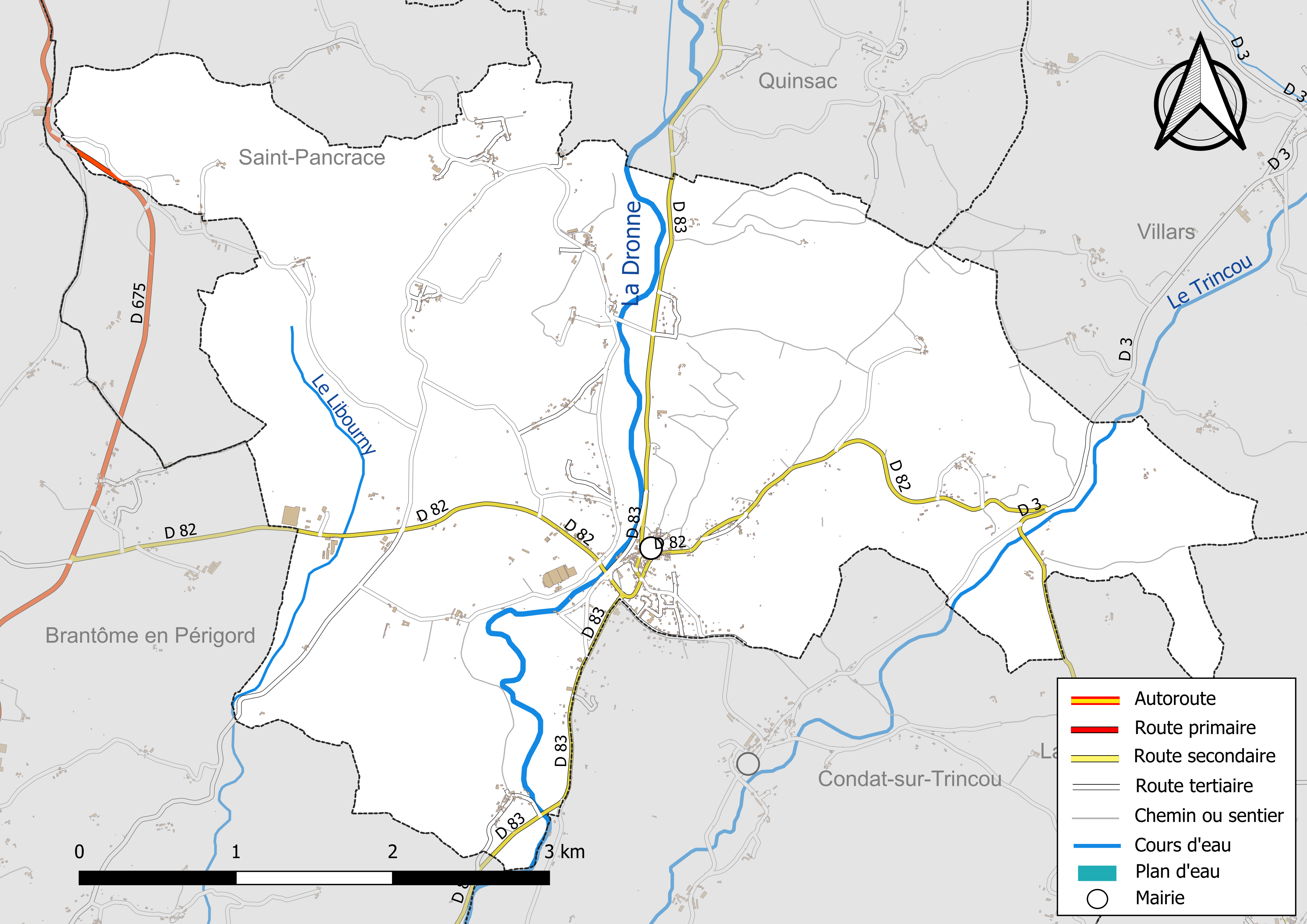
Hydrographische Karte von Champagnac-de-Belair

Das Gemeindegebiet von Champagnac-de-Belair wird in etwa mittig von der Dronne in Südrichtung durchflossen. Die Südostecke durchzieht der nach Südwest entwässernde Trincou. In den Trincou mündet bei Lardailler noch ein aus Osten kommendes Trockental. In der Nähe der Westgrenze zu Cantillac verläuft in etwa parallel zur Dronne der Libourny, ein kleiner rechter Seitenarm der Dronne.
Die Gesamtlänge des Entwässerungsnetzes in Champagnac-de-Belair beträgt 10 Kilometer.
Die Dronne und ihre Nebenflüsse gehören zum Flusssystem Isle-Dronne.

## Geologie

Geologische Karte von Champagnac-de-Belair

Das Gemeindegebiet von Champagnac-de-Belair wird in seiner Integralität von flach liegenden (Einfallswinkel 6 bis maximal 10° nach Süden bis Südwesten) Sedimenten des nördlichen Aquitanischen Beckens unterlagert.
Älteste aufgeschlossene Formation ist das Ligérien (Unterturon – Formation c3a) mit knolligen, plattigen Kreidekalken, zu sehen im Norden an der linken Dronneseite bei Martinières und ebenfalls linksseitig der Dronne bei Verneuil. Darüber folgt das Angoumien (Formationen c3b und c3c) mit seinen im Gelände markanten, relativ resistenten Rudistenkalken. Es säumt die Dronne beidseitig im Norden sowie im Süden bei Verneuil. Es ist ebenfalls beiderseits des Trincous nördlich von Lardailler anstehend. Über die Schichten des Angoumiens legen sich die festen Fossilkalke des Coniaciums (Formation c4). Sie flankieren den Mittelabschnitt der Dronne; so wurde auf ihnen der Ortskern von Champagnac-de-Belair erbaut. Sie ziehen dann weiter bis in die Südostecke der Gemeinde sowie in die Südwestecke an den Libourny. Der mesozoische Schichtverband endet gewöhnlich mit dem Untersanton (Formation c5a) – graue, plattige, glaukonithaltige Kalke –, vorwiegend anstehend im Nordwesten um Genebrière, östlich des Ortskerns bei Saint-Marc und in der äußersten Südostecke. Nur westlich von Fialarge sind auch noch die glaukonithaltigen, Austernschill-führenden Mergelkalke des Obersantons (Formation c5b-c) anzutreffen.
Die Höhenlagen am äußersten Nordwestrand werden gerade noch von Sedimenten eines fossilen Flusssystems aus dem Eozän bzw. Unterem Oligozän bedeckt – es handelt sich hier um Schotter und Kiese mit gelegentlich eingeschalteten Tonlinsen (Formation HF), die aus dem Massif Central bei Nontron heraus in Südwestrichtung geschüttet wurden. Die Höhenlage im Südosten bei La Faye wird von pliozänem bis altpleistozänem Plateaualluvium abgedeckt (Formation Fs bzw. Fs2).
Im Pleistozän umgelagertes Kolluvium (Formationen AC und ACF mit kolluvialen Tonen, Sanden, Kiesen und Schottern) bedeckt weite Gebiete der tieferen Höhenlagen; es zieht bandförmig von der Nordwestecke bis in die Südostecke der Gemeinde. Würmeiszeitlicher Hangschutt (Formation GP) findet sich im Tal des Trincous bei Lardailler sowie im benachbarten Trockental. Im Dronnetal wurden im Norden und im Süden risseiszeitliche Niederterrassen hinterlassen (Formation Fwb), die Talauen werden von rezenten holozänen Sedimenten (Formation K) verfüllt.
Erwähnenswert ist der Ausläufer der mit der Mareuil-Antiklinale assoziierten Mareuil-Störung, welcher südlich vom Château de la Borie in ostsüdöstlicher Richtung vorbeizieht. An dieser Störung wurde der südliche Schichtverband um zirka 20 Meter gegenüber der Nordseite angehoben.

## Naturrisiken

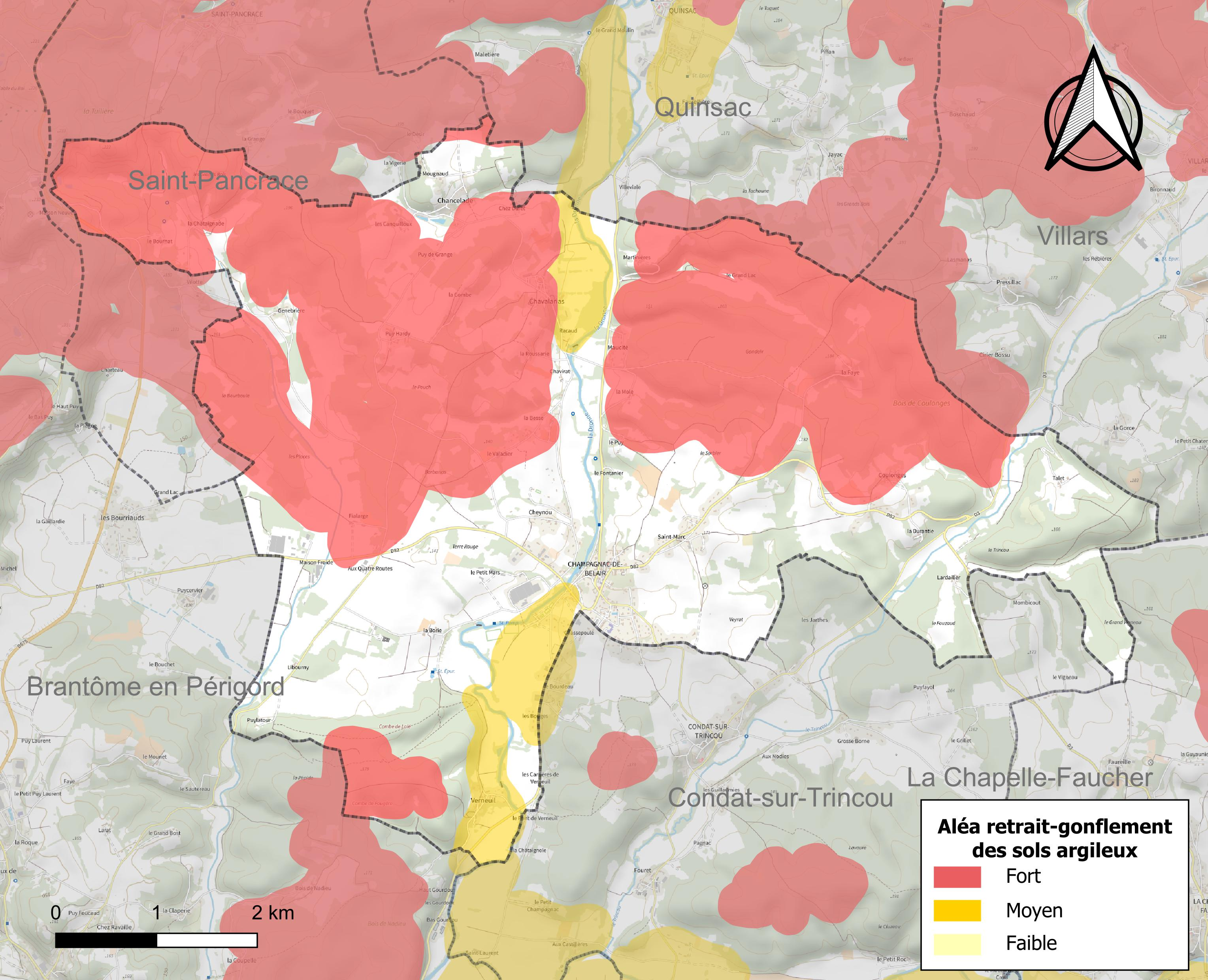
Risikokarte des Quellungs/Schrumpfungsverhältnisses von Tonmineralen in Böden für Champagnac-de-Belair

Naturrisiken manifestieren sich in Champagnac-de-Belair als
- Überschwemmungen und den mit ihnen assoziierten Schlammströmen und Hangrutschungen im Tal der Dronne und des Trincous
- Dürren
- Stürme
- Bodensetzungen.

In den Jahren 1982, 1983, 1993 und 1999  kam es aufgrund erhöhter Niederschläge zu Überschwemmungen, größeren Bodenbewegungen und Rutschungen.
Ein Dürrejahr war 2003. In dieser Periode herrschte erhöhte Waldbrandgefahr. Der heiße Sommer von 2003 machte insbesondere alten Menschen schwer zu schaffen.
Ein herausragendes Wintersturmereignis war das Sturmtief Martin im Dezember 1999, das enorme Schäden an den Wäldern und auch an der Infrastruktur hinterließ. Die Zerstörungen in den Wäldern sind selbst im Jahr 2022 noch zu erkennen.
Wie die Risikokarte zeigt, ist Champagnac-de-Belair von der Gefahr durch Bodensetzungen betroffen, die Gefahren konzentrieren sich hierbei auf Böden des Kolluviums (vor allem im Nordwesten, Nordosten und im Südwesten) und von geringerer Bedeutung auch auf die Alluvialböden der Dronne im Norden und im Süden.
Die Erdbebengefahr ist als relativ niedrig einzustufen, am Westrand des Massif Central sind recht seltene Beben der Stärke 3 auf der Richterskala bekannt.

## Geschichte
Das älteste erhaltene Bauwerk in Champagnac-de-Belair ist die Kirche Saint-Christophe aus dem 14. Jahrhundert. Das Schloss Château de la Borie stammt aus dem 16. Jahrhundert. Die Kapelle Notre-Dame de Bon Secours wurde im 18. Jahrhundert erbaut. Zwischen 1747 und 1749 wurde die Gemeinde von der Pest heimgesucht, der zwischen 25 und 30 % der Bevölkerung zum Opfer fielen.
Die Gemeinde hieß ursprünglich nur Champagnac und erhielt erst später den jetzigen Zusatz; so hieß sie ab 1801 Champagnac-de-Bel-Air und später dann Champagnac-de-Belair.

## Bevölkerungsentwicklung
| Jahr | Einwohner |  |
| 1962 | 584       |  |
| 1968 | 590       |  |
| 1975 | 557       |  |
| 1982 | 606       |  |
| 1990 | 658       |  |
| 1999 | 685       |  |
| 2004 | 736       |  |
| 2006 | 738       |  |
| 2008 | 712       |  |
| 2009 | 699       |  |
| 2014 | 723       |  |
| 2016 | 733       |  |
| 2019 | 789       |  |

Quelle: INSEE
Die Bevölkerung in der Gemeinde Champagnac-de-Belair war abgesehen von zwei kleinen Zäsuren ab 1962 generell im Wachstum begriffen.

## Bürgermeister
Bürgermeister in Champagnac-de-Belair ist seit Mai 2020 Gérard Lacoste.

## Präsidentschaftswahlen 2022
| Kandidaten                       | Kandidaten            | Parteien                      | Parteien            | 1. Wahlgang | 1. Wahlgang | 2. Wahlgang | 2. Wahlgang |
| Kandidaten                       | Kandidaten            | Parteien                      | Parteien            | Stimmen     | %           | Stimmen     | %           |
| -------------------------------- | --------------------- | ----------------------------- | ------------------- | ----------- | ----------- | ----------- | ----------- |
|                                  | Emmanuel Macron       | En marche !                   | EM                  | 129         | 27,10 %     | 230         | 53,36 %     |
|                                  | Marine Le Pen         | Front national                | FN                  | 124         | 26,05 %     | 201         | 46,64 %     |
|                                  | Jean-Luc Mélenchon    | Front de gauche               | FDG                 | 98          | 20,59 %     |             |             |
|                                  | Éric Zemmour          | Reconquête                    |                     | 15          | 3,15 %      |             |             |
|                                  | Valérie Pécresse      | Les Républicains              | LR                  | 10          | 2,10 %      |             |             |
|                                  | Jean Lassalle         | Résistons !                   | R                   | 26          | 5,46 %      |             |             |
|                                  | Anne Hidalgo          | Parti socialiste              | PS                  | 14          | 2,94 %      |             |             |
|                                  | Fabien Roussel        | Parti communiste français     | PC                  | 17          | 3,57 %      |             |             |
|                                  | Nicolas Dupont-Aignan | Debout la République          | DLR                 | 11          | 2,31 %      |             |             |
|                                  | Yannick Jadot         | Europe Écologie-Les Verts     | EELV                | 22          | 4,62 %      |             |             |
|                                  | Nathalie Arthaud      | Lutte Ouvrière                | LO                  | 7           | 1,47 %      |             |             |
|                                  | Philippe Poutou       | Nouveau Parti anticapitaliste | NPA                 | 3           | 0,63 %      |             |             |
|                                  |                       |                               |                     |             |             |             |             |
| Gesamt                           | Gesamt                | Gesamt                        | Gesamt              | 476         | 100 %       | 431         | 100 %       |
|                                  |                       |                               |                     |             |             |             |             |
| Gültige Stimmen                  | Gültige Stimmen       | Gültige Stimmen               | Gültige Stimmen     | 476         | 97,14 %     | 431         | 91,51 %     |
| Ungültige Stimmen                | Ungültige Stimmen     | Ungültige Stimmen             | Ungültige Stimmen   | 14          | 2,86 %      | 40          | 8,49 %      |
| Wahlbeteiligung                  | Wahlbeteiligung       | Wahlbeteiligung               | Wahlbeteiligung     | 490         | 81,13 %     | 471         | 77,98 %     |
| Enthaltungen                     | Enthaltungen          | Enthaltungen                  | Enthaltungen        | 114         | 18,87 %     | 133         | 22,02 %     |
| Registrierte Wähler              | Registrierte Wähler   | Registrierte Wähler           | Registrierte Wähler | 604         |             | 604         |             |
|                                  |                       |                               |                     |             |             |             |             |
| Quelle: Ministère de l'Intérieur |                       |                               |                     |             |             |             |             |

Die Präsidentschaftswahlen 2022 in Champagnac-de-Belair konnte Emmanuel Macron für sich entscheiden.

## Wirtschaft

### Beschäftigung
Im Jahr 2015 betrug die erwerbsfähige Bevölkerung zwischen 15 und 64 Jahren 355 Personen (48,6 % der Gesamtbevölkerung). Als arbeitslos waren 42 Personen gemeldet, die Arbeitslosigkeit betrug somit 11,9 % – ein Anstieg gegenüber 29 Personen im Jahr 2010.

### Unternehmen
Am 31. Dezember 2015 waren in der Gemeinde 73 Unternehmen angesiedelt, davon 39 in Handel, Transport und Dienstleistungen, 16 in Verwaltung, Bildung, Gesundheit oder Sozialhilfe, 7 in Landwirtschaft, Forst oder Fischerei, 7 im Baugewerbe und 4 in der Industrie.

## Sehenswürdigkeiten
- Kirche Saint-Christophe aus dem 14. und 15. Jahrhundert. Seit 1948 als Monument historique geschützt
- Schloss Château de la Borie Saulnier aus dem 16. und 17. Jahrhundert.
- Kapelle Notre-Dame de Bon Secours aus dem 18. Jahrhundert.

## Photogalerie

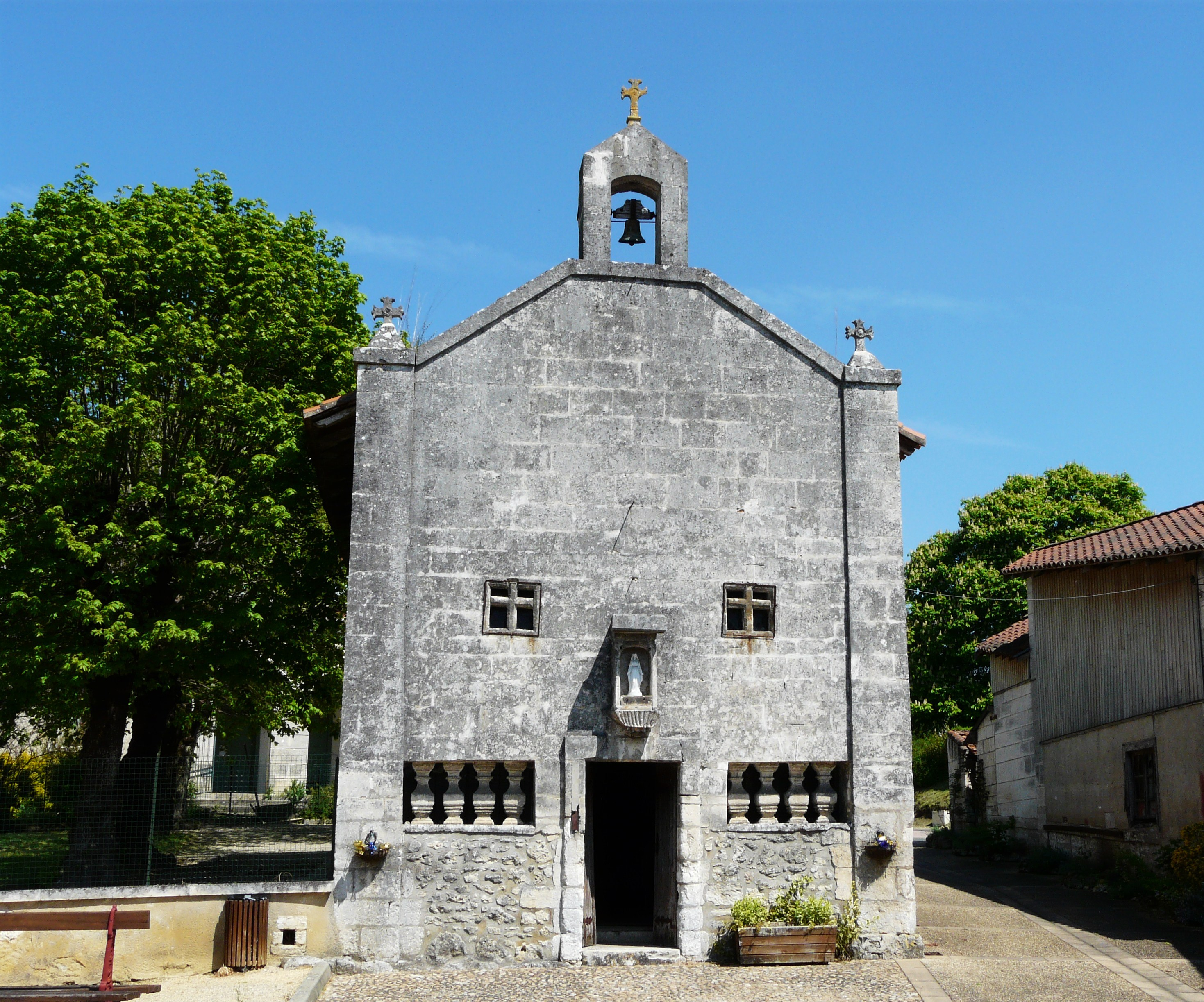
Die Kapelle Notre-Dame de Bon Secours im Ortskern von Champagnac-de-Belair
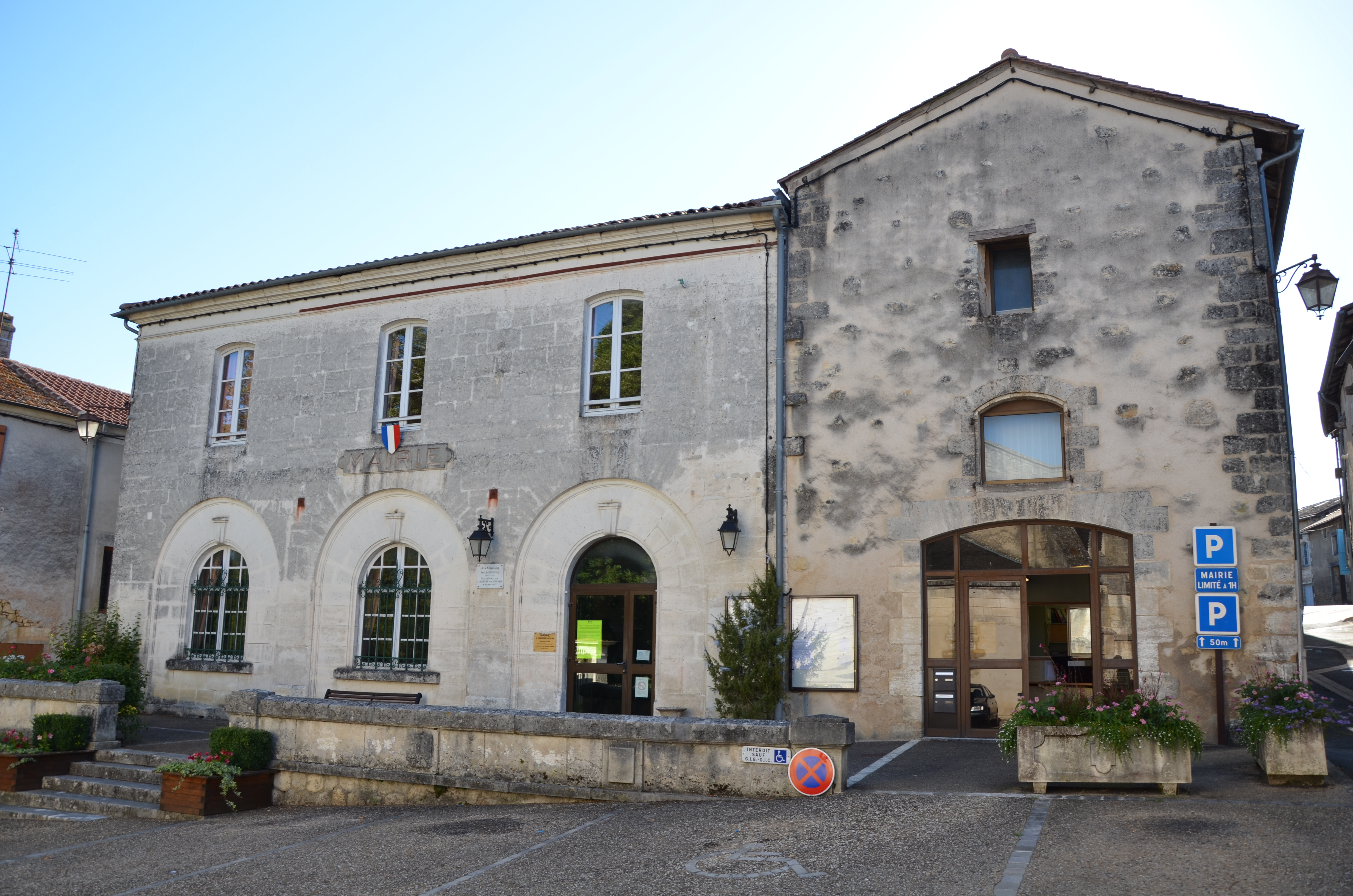
Rathaus von Champagnac-de-Belair
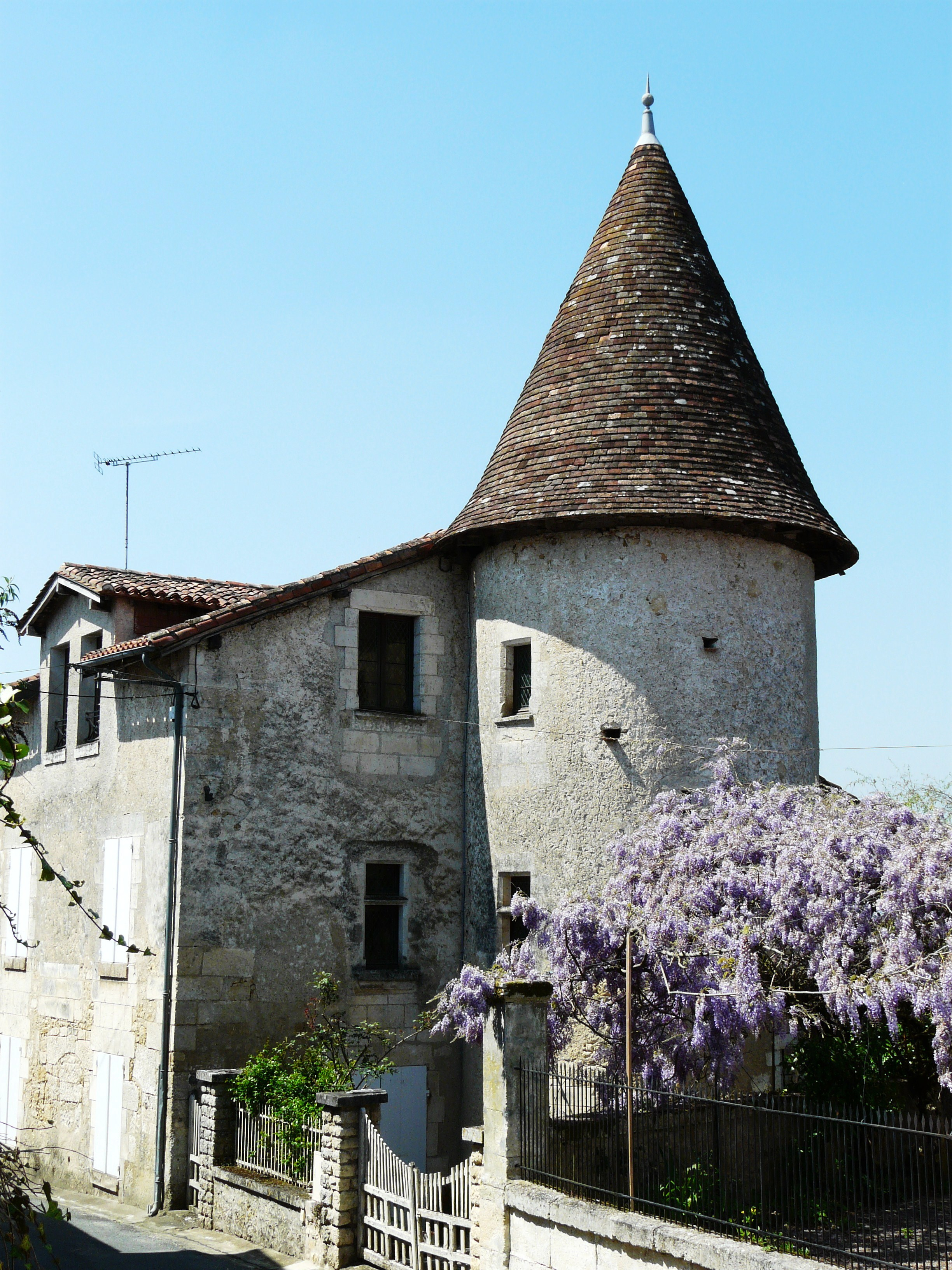
Altes Haus im Ortskern
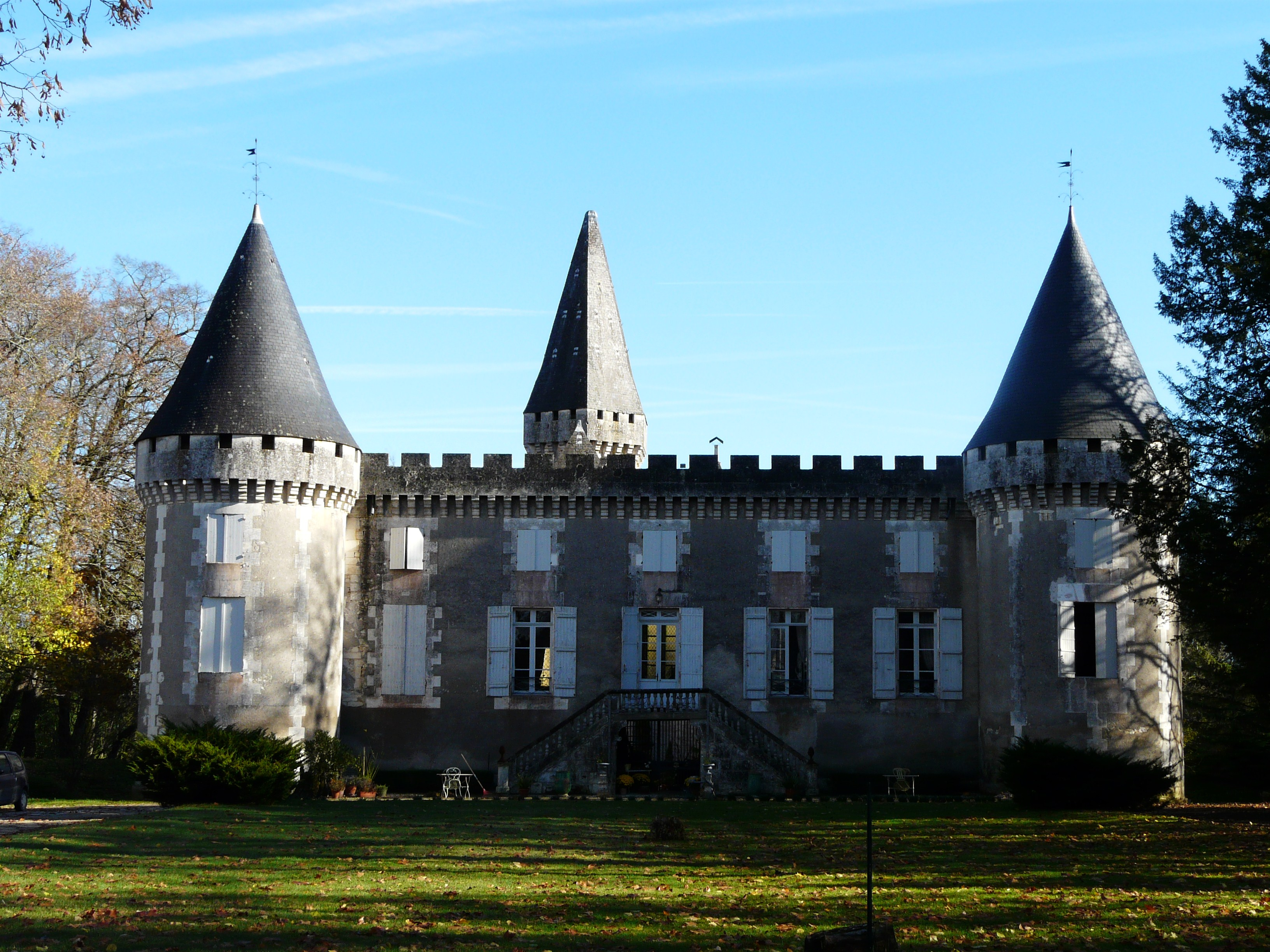
Das Schloss Château de la Borie Saulnier
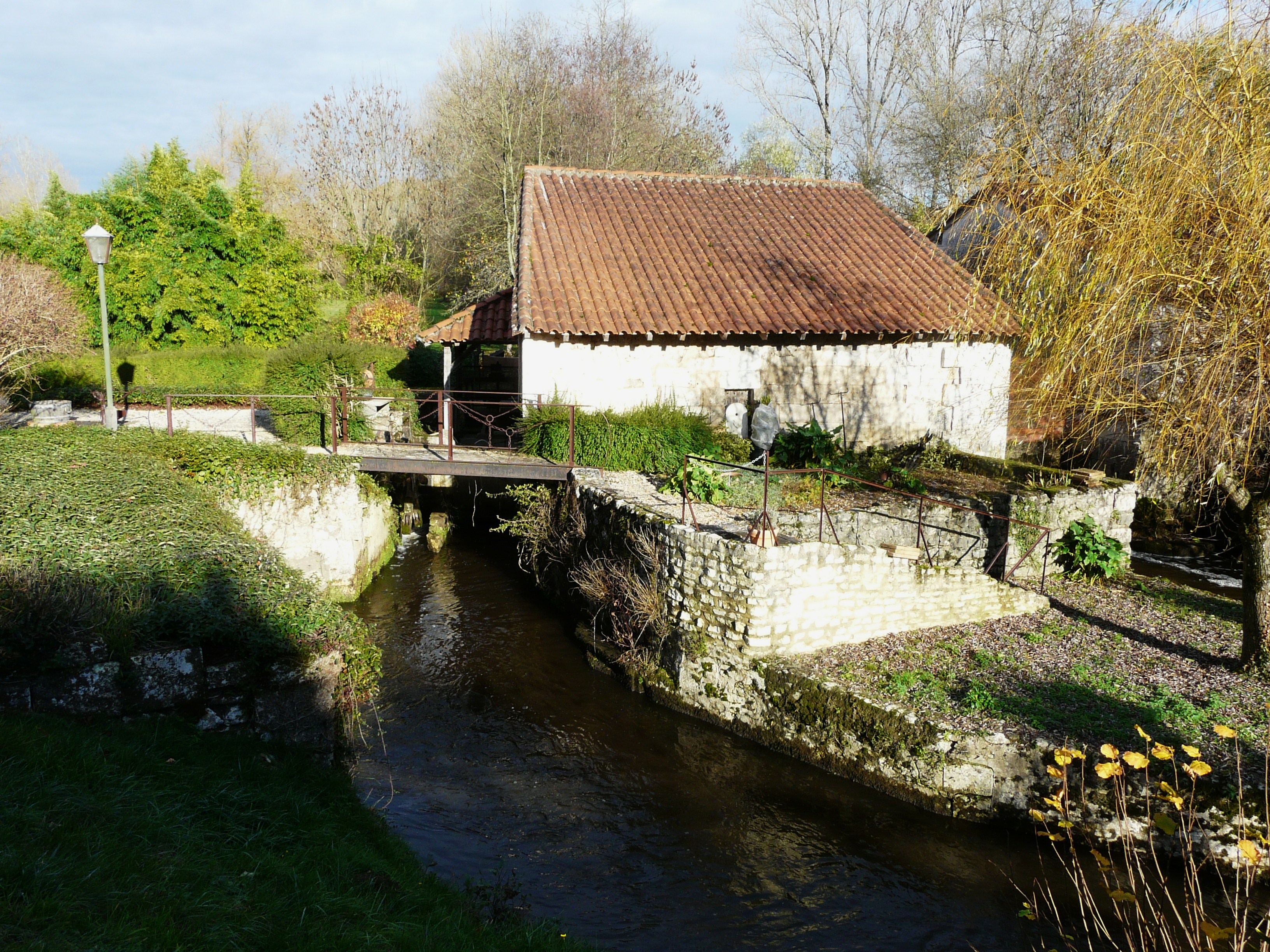
Die an der Dronne gelegene Mühle Moulin de Racaud
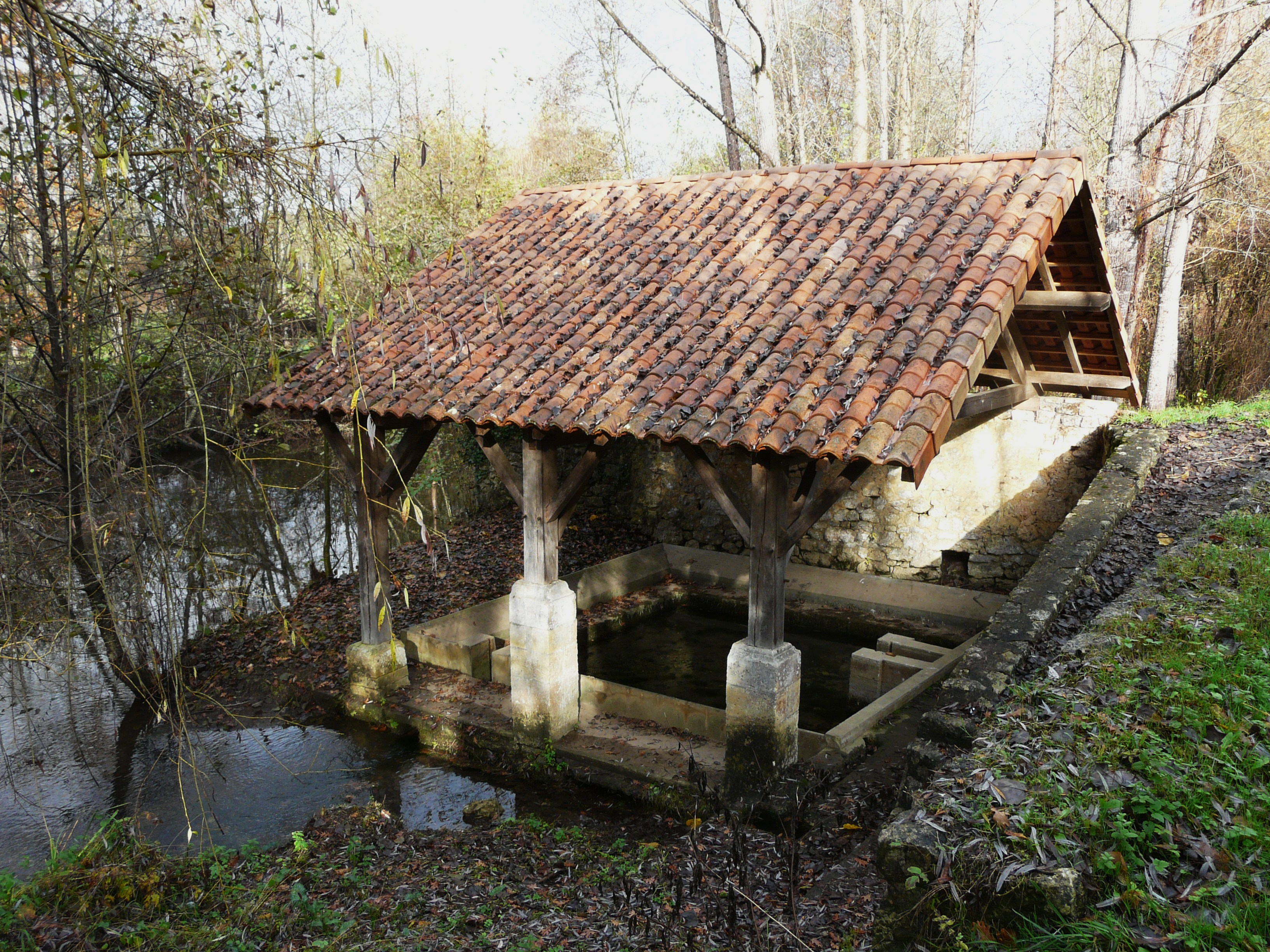
Waschhaus an der Dronne
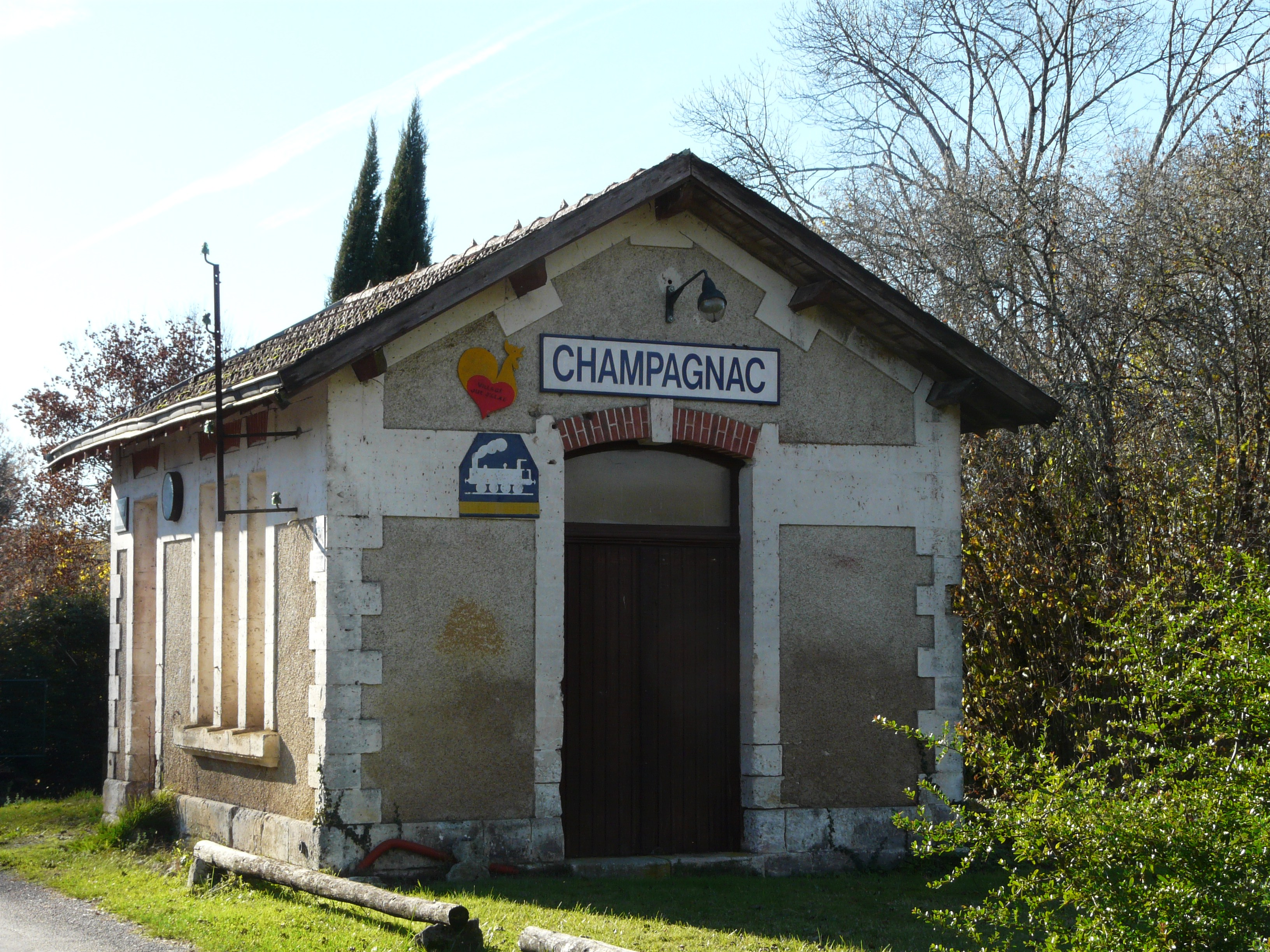
Ehemaliger Bahnhof von Champagnac-de-Belair
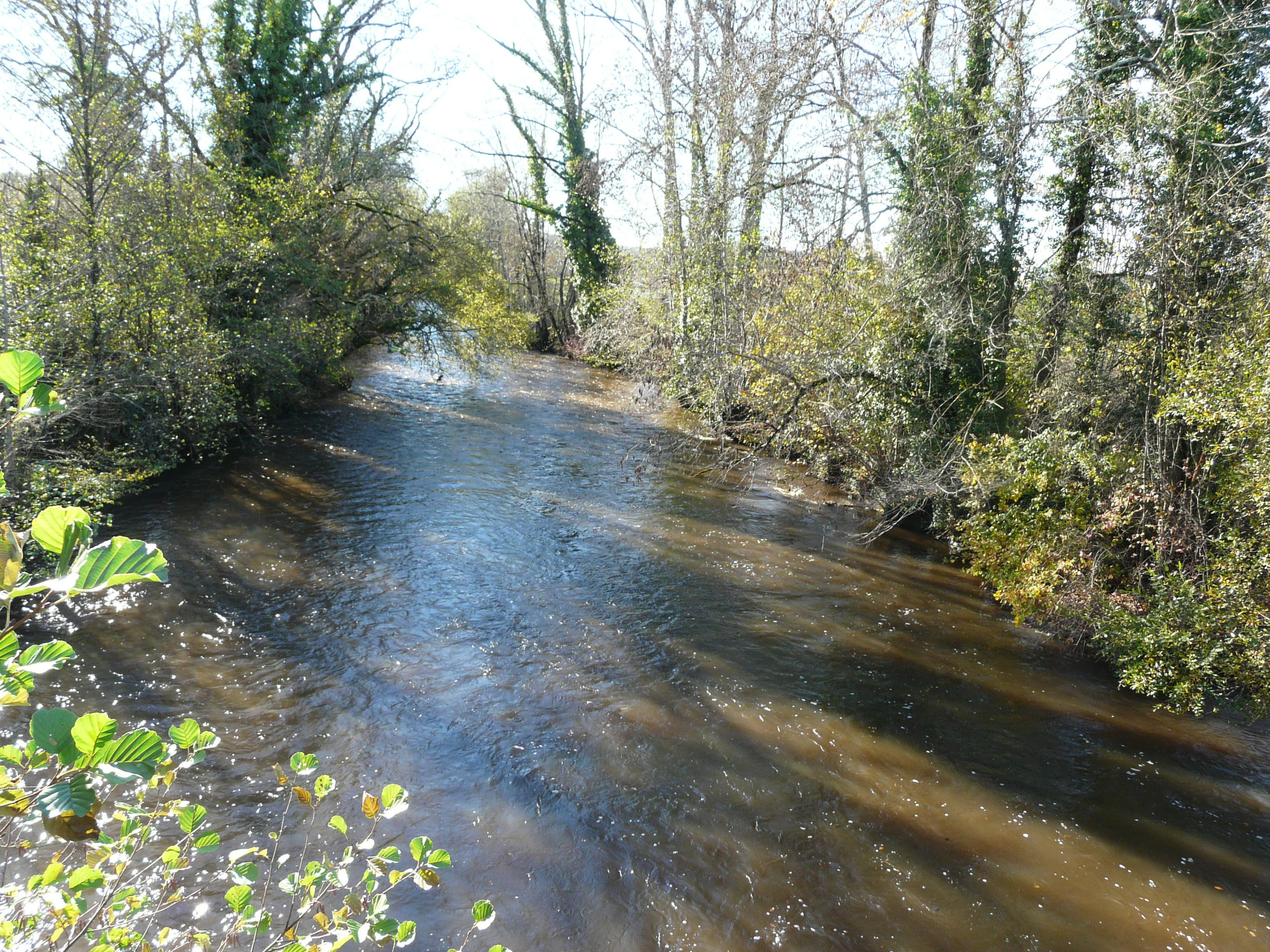
Die Dronne unterhalb des Ortskerns von Champagnac-de-Belair
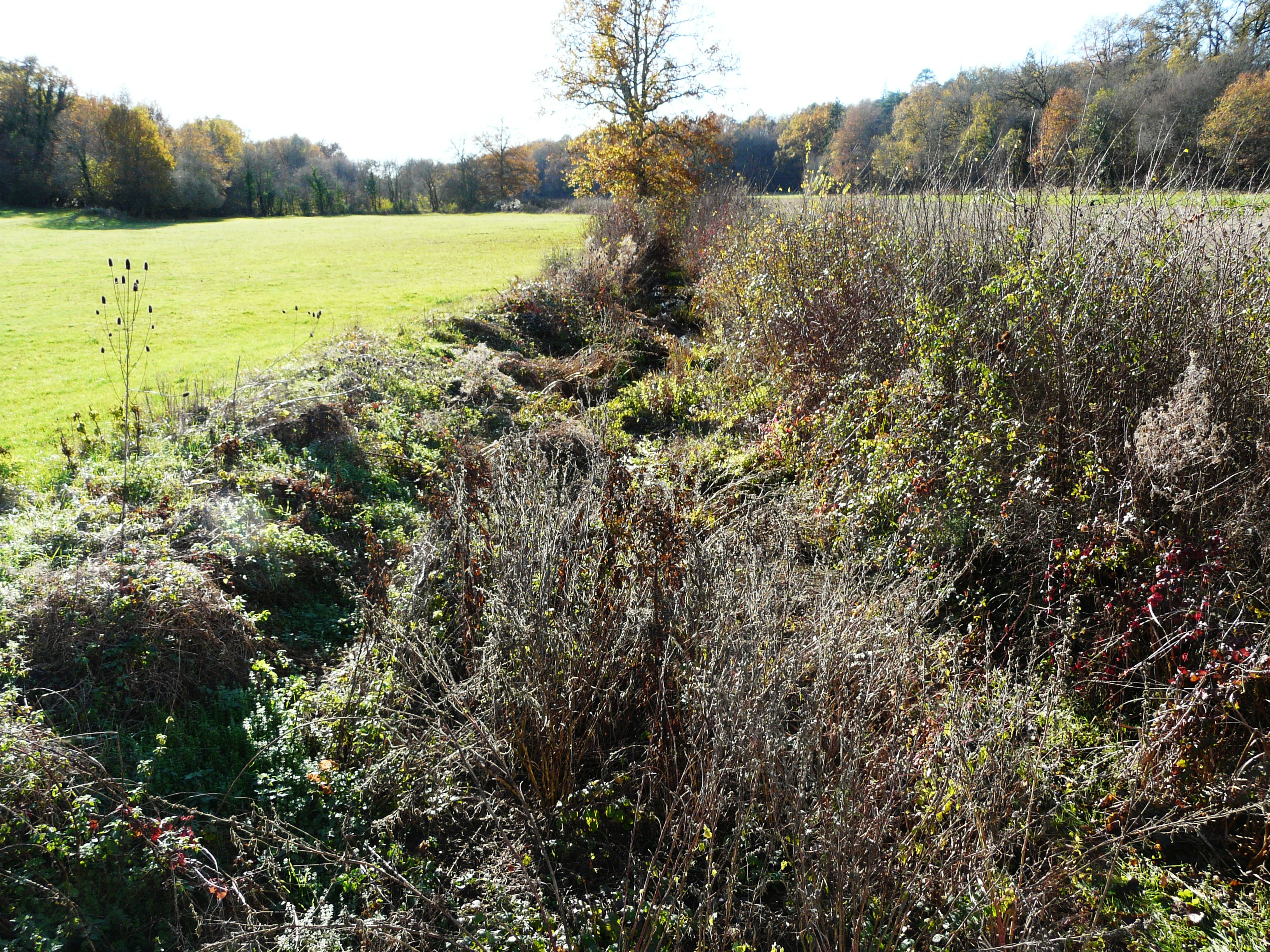
Der nahezu ausgetrocknete Trincou bei Lardailler